# Here Comes Everybody
Here comes everybody: How change happens people come together er en bog fra 2008 skrevet af universitetsprofessoren Clay Shirky, og handler om medier, især internettets, betydning for forandringer. Han kommer blandt andet rundt om betydningen af radioer i kampvogne under blitzkrieg, flash mobs i Hviderusland og shitstorme.
| Bog | Spire Denne artikel om bøger og tidsskrifter er en spire som bør udbygges. Du er velkommen til at hjælpe Wikipedia ved at udvide den. |